# Arqueología mexicana
Arqueología mexicana è una rivista edita dall'Instituto Nacional de Antropología e Historia (INAH) messicano. Nonostante in Messico venga venduto anche in alcune edicole, è soprattutto una rivista per studiosi del settore. La prima uscita, dedicata a Teotihuacan, fu pubblicata per il bimestre aprile-maggio del 1993.
Arqueología mexicana contiene articoli scritti da rinomati studiosi, un'ampia selezione di fotografie sulle diverse culture mesoamericane e mappe e cronologie sul mondo precolombiano.